# Mel Greig

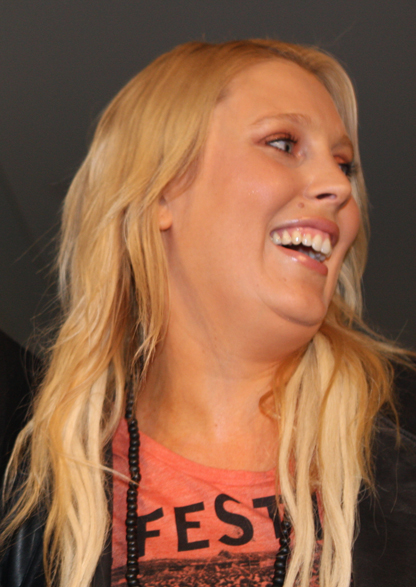
Greig, 2012

Mel Greig (* 19. September 1982 in Beaudesert, Queensland, Australien) ist eine australische Journalistin, Moderatorin und Reality-Show-Teilnehmerin.

## Leben
Greigs Eltern sind lettischer Herkunft. Im Alter von 15 Jahren verließ Mel Greig ihre Heimatstadt Beaudesert und versuchte, mit ihrer jüngeren Schwester Alana im australischen Showgeschäft Fuß zu fassen. Es folgten für die Geschwister mehrere kleine Fernsehauftritte in Australien; so nahmen beide im Mai 2011 als „Reunited Sisters“ bei The Amazing Race Australia teil.
Nachdem das Geschwisterpaar die Sendung als Siebte beendeten, trennten sich ihre Karrierewege, und sie starteten ihre Solo-Karriere. So startete Mel als Moderatorin und DJ für den in Sydney ansässigen Radiosender 2Day FM, wo sie am 9. März 2012 die Sketch-Show Hot 30 Countdown übernahm. In der Show spielte sie mit ihren Kollegen Mike Christian makabre Telefonstreiche.
Am 5. Dezember 2012 erlangten Greig und Michael mit ihrer Show weltweite Aufmerksamkeit, als sich Greig bei einem Anruf im King Edward VII’s Hospital Sister Agnes als Elisabeth II. ausgab. In dem Krankenhaus wurde zu dem Zeitpunkt die schwangere Kate Middleton behandelt. Die Identität der Anrufer wurde vom Krankenhauspersonal nicht angezweifelt und so gelangten Greig und Christian an private Informationen über die schwangere Catherine, Duchess of Cambridge.
Durch die Ausstrahlung des Telefonstreichs erlangte die Show weltweite Aufmerksamkeit. Die Krankenschwester Jacintha Saldanha, die das Telefonat durchgestellt hatte, nahm sich am 7. Dezember 2012 das Leben.
Greig wurde am 8. Dezember 2012 vom Sender suspendiert und die Sendung aus dem Programm genommen.